# Thomas Ramos
Thomas Ramos (* 23. července 1995 Mazamet) je ragbista hrající za francouzský klub Toulouse a francouzskou reprezentaci. Jeho nejpreferovanější post je zadák. Je považován za jednoho z nejlepších kopáčů na světě. V zápase Six Nations 2025 proti Skotsku se stal hráčem, co si za Francii připsal nejvíce bodů v reprezentačních zápasech.
Jako hráč Toulouse vyhrál pětkrát francouzskou ligu (2019, 2021, 2023, 2024, 2025). V roce 2021 a 2024 zvítězil v Evropském poháru mistrů. V roce 2019 si připsal ve francouzské lize nejvíce bodů (257). Nejvíce bodů (87) získal i během sezony 2024/25 v Evropském poháru mistrů i přes to, že kvůli zranění nehrál semifinále.
V roce 2023 byl světovou ragbyovou asociací vybrán do nejlepší sestavy roku.  S Francií vyhrál Six Nations v roce 2022 a 2025. Třikrát po sobě se stal nejproduktivnějším hráčem Poháru 6 národů: 2023 (84 bodů) 2024 (63 bodů) 2025 (71 bodů). Zúčastnil se MS 2019 a MS 2023. 
Pomáhá jedné charitě rozšiřovat povědomí o endometrióze. V roce 2023 se účastnil soutěže Pevnost Boyard.